# Cornelius Obonya

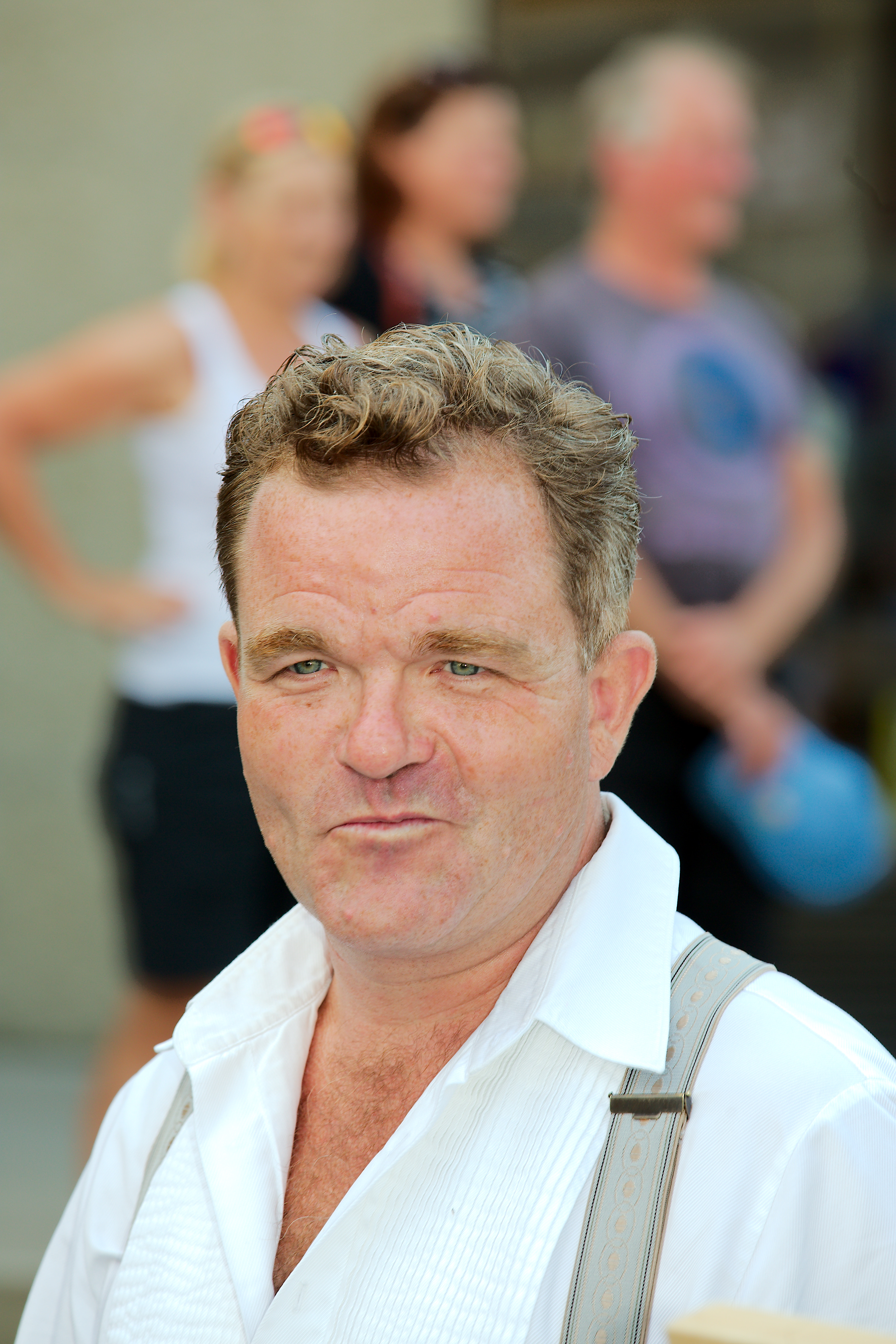
Cornelius Obonya (2013)

Cornelius Obonya (* 29. März 1969 in Wien) ist ein österreichischer Schauspieler. Von 2013 bis 2016 spielte er bei den Salzburger Festspielen den Jedermann.

## Leben

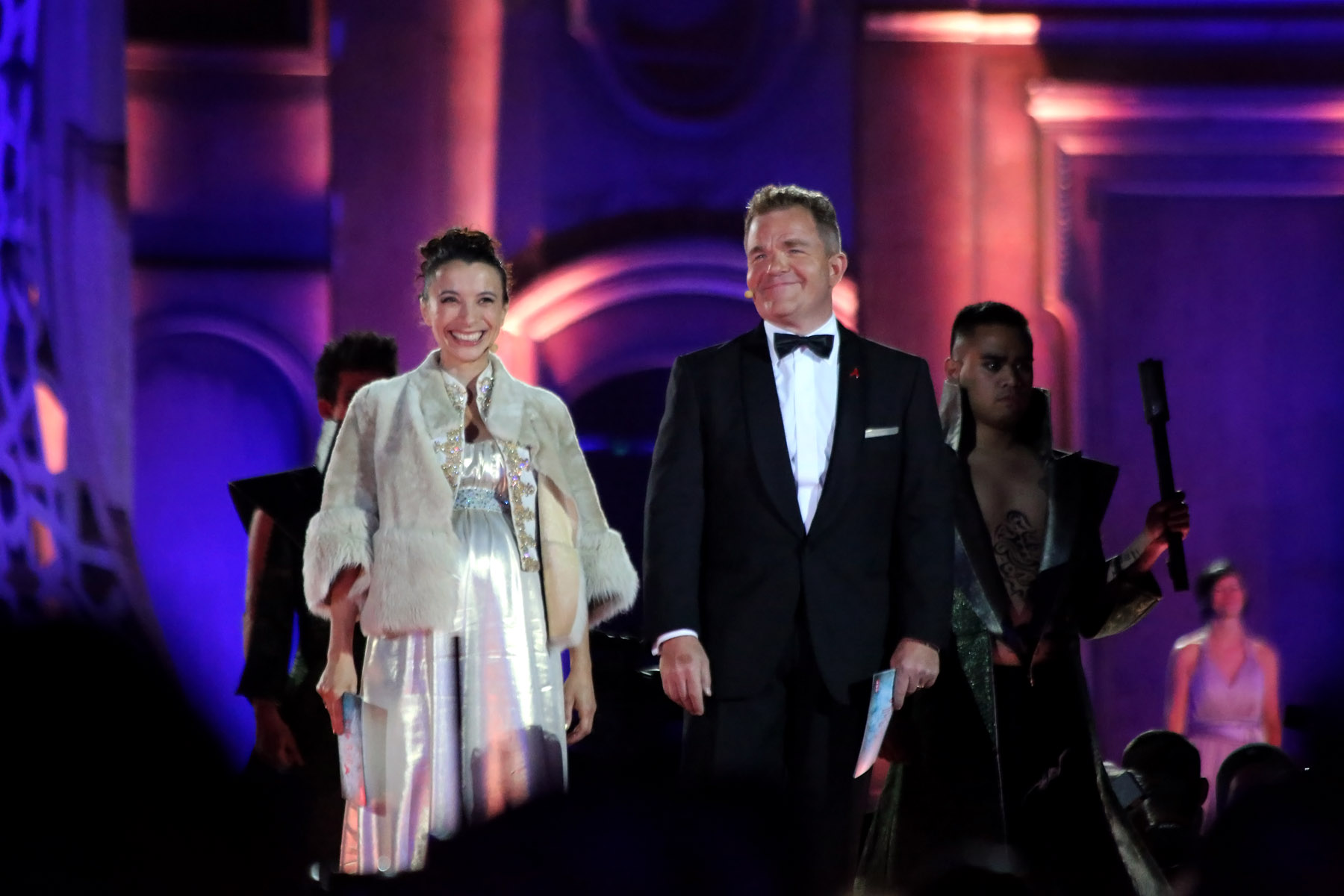
Cornelius Obonya mit Ruth Brauer-Kvam, Eröffnung des Life Ball 2013

Cornelius Obonya ist der Sohn von Elisabeth Orth. Seinen Vater Hanns Obonya, der ebenfalls Burgschauspieler war, verlor er mit neun Jahren. Seine Großeltern mütterlicherseits waren die Burgschauspieler Attila Hörbiger und Paula Wessely. Mütterlicherseits ist er der Neffe von Christiane und Maresa Hörbiger.
Mit 17 Jahren ging er ans Max-Reinhardt-Seminar, um Schauspiel zu studieren, verließ es aber nach einem Jahr und begann eine Ausbildung bei dem Kabarettisten Gerhard Bronner.
Zwischen 1989 und 1992 war Obonya beim Wiener Volkstheater unter der Direktion von Emmy Werner engagiert. Seine erste bedeutende Rolle war Eugene in Neil Simons Brighton Beach Memoirs, für die er 1989 die Auszeichnung mit dem Nachwuchspreis des Karl-Skraup-Preises erhielt. 1989 wurde er mit dem O.-E.-Hasse-Preis ausgezeichnet.
Zwischen 1992 und 1999 spielte er an der Schaubühne am Lehniner Platz in Berlin unter der Direktion von Andrea Breth, in deren Inszenierungen er bis heute oft mitwirkt. Außerdem arbeitet er mit Klaus Michael Grüber, Luc Bondy und Robert Wilson zusammen. Er spielte in Klaus Michael Grübers Uraufführung Splendid's von Jean Genet und Bleiche Mutter, zarte Schwester von Jorge Semprún beim Kunstfest Weimar. In der 1999 vom Deutschlandradio Berlin produzierten Hörspielreihe Cocktail für zwei von Michael Koser sprach er die Hauptfigur Felix.
Seit 2000 tritt er regelmäßig im Wiener Burgtheater auf, zuerst ausschließlich in Andrea-Breth-Inszenierungen: Edward Bonds „Die See“ (als Hollarcut), Lessings Emilia Galotti (Pirro), Schillers Don Carlos (Domingo), Tschechows Der Kirschgarten (Hauslehrer Trofimow), Tennessee Williams’ Die Katze auf dem heißen Blechdach (Gooper) und Lessings Minna von Barnhelm (Paul Werner). Er hatte einen Soloabend im Vestibül (Burgtheater) mit dem Titel Ecklokal mit Verlierer und trat als Frosch in der Fledermaus an der Wiener Staatsoper auf. Als Schubi spielte er einen Polizeiassistenten in SOKO Donau.

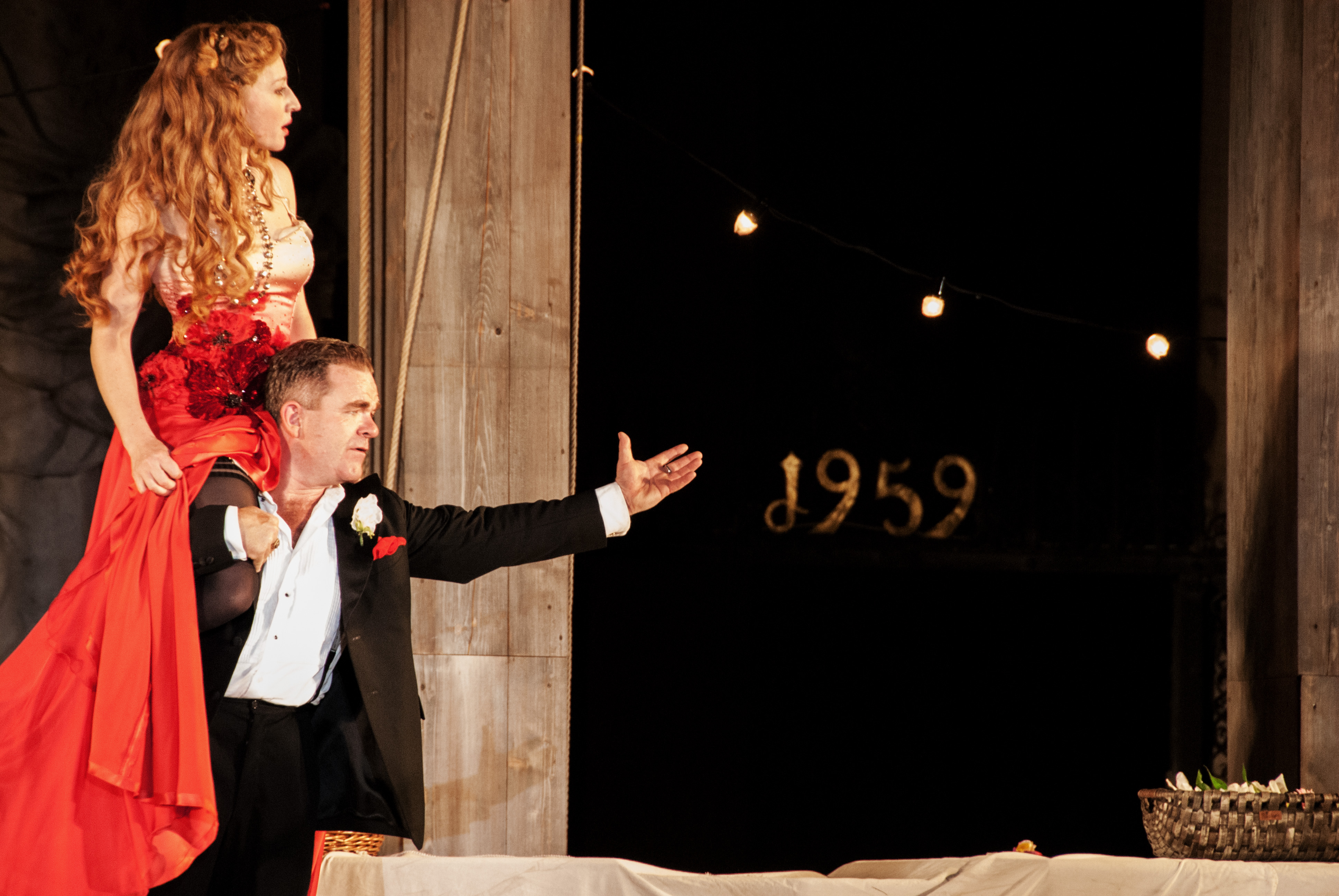
Als Jedermann der Salzburger Festspiele (mit Brigitte Hobmeier als Buhlschaft), 2014

In Andrea Breths Inszenierung von Schnitzlers Das weite Land debütierte er 2002 als Paul Kreindl bei den Salzburger Festspielen. Ebendort war er 2012 als Monsieur Jourdain in der Urfassung der Ariadne auf Naxos von Hugo von Hofmannsthal und Richard Strauss zu sehen. Ab Juni 2008 spielte er die Hauptrolle in der deutschsprachigen Erstaufführung des Broadway-Hit-Musicals The Producers. Aufführungsorte waren das Etablissement Ronacher in Wien und der Admiralspalast in Berlin. 2010 und (nach Wiederaufnahme) 2011 stand Cornelius Obonya in Cordoba – Das Rückspiel im Wiener Rabenhof Theater auf der Bühne, einer von der Kritik hochgelobten One-Man-Show, in der er in verschiedenen Dialekten mehrere Rollen verkörperte.
Von 2013 bis 2016 spielte er alljährlich bei den Salzburger Festspielen die Rolle des Jedermann, die bereits sein Großvater Attila Hörbiger verkörpert hatte. Regie bei dieser Neuproduktion führten der Brite Julian Crouch und der Amerikaner Brian Mertes.
Obonya ist mit der in Osnabrück geborenen Regisseurin Carolin Pienkos verheiratet und seit November 2005 Vater eines Sohnes, der den Namen Attila Ruben trägt.

## Auszeichnungen
- 1989: Karl-Skraup-Preis
- 1989: O.E. Hasse-Preis
- 2010: ORF Hörspielpreis in der Kategorie Schauspieler/-in des Jahres
- 2011: Salzburger Stier, gemeinsam mit Rupert Henning und Florian Scheuba
- 2015: Ferdinand-Raimund-Ring

## Filmografie (Auswahl)
- 1991: Heldenfrühling
- 1995: Mein Opa ist der Beste
- 1997: Mein Herz – Niemandem!
- 1998: Unser Charly
- 1999: Dr. Stefan Frank – Der Arzt, dem die Frauen vertrauen - Stellenweise Glatteis
- 2001: Vera Brühne
- 2002: Schlosshotel Orth
- 2004: Kommissar Rex
- 2005: SOKO Wien
- 2007: SOKO Kitzbühel
- 2007: Zodiak – Der Horoskop-Mörder
- 2008: Darum
- 2008: Tatort: Granit
- 2009: Ein halbes Leben
- 2009: Universum: Menschen im Karst – Leben zwischen Himmel und Hölle (Sprecher)
- 2010: SOKO Donau
- 2010: Kottan ermittelt: Rien ne va plus
- 2010: Die Mutprobe
- 2010: Das Glück dieser Erde (13 Folgen)
- 2011: Schnell ermittelt (6 Folgen)
- 2011: Plötzlich fett!
- 2011: Meine Schwester
- 2011: Der Wettbewerb
- 2012: Verfolgt – Der kleine Zeuge
- 2012: So wie du bist
- 2013: Polt.
- 2013: Afrika – Der ungezähmte Kontinent (Sprecher)
- 2013: Spuren des Bösen – Zauberberg (Fernsehfilm)
- 2014: Die Hebamme (Fernsehfilm)
- 2014–2019: CopStories (Fernsehserie)
- 2015: Altes Geld (Fernsehserie)
- 2015: Meine fremde Frau
- 2015: Zum Sterben zu früh
- 2015: Die Trapp Familie – Ein Leben für die Musik
- 2015: Polizeiruf 110: Wendemanöver Teil 1 (Fernsehserie)
- 2016: Morgen hör ich auf (Fernsehserie)
- 2016: Gotthard (Fernsehfilm)
- 2016: Nachtschicht – Der letzte Job (Fernsehserie)
- 2016: Egon Schiele: Tod und Mädchen
- 2017: Die Toten vom Bodensee – Abgrundtief
- 2017: Maria Theresia
- 2017: Stadtkomödie – Herrgott für Anfänger
- 2018: Blei (Kurzfilm)
- 2018: In Wahrheit: Jette ist tot
- 2018: Tatort: Blut
- 2018: Meiberger – Im Kopf des Täters (Fernsehserie)
- 2018: Die Professorin – Tatort Ölfeld
- 2018: Erik & Erika
- 2019: Unter anderen Umständen: Im finsteren Tal
- 2019: Tatort: Glück allein
- 2019: Ich war noch niemals in New York
- 2019: Stadtkomödie – Der Fall der Gerti B.
- 2020: Louis van Beethoven
- 2020: Letzter Kirtag
- 2020: Die Chefin (Fernsehserie, Folge 62 Geschwister)
- 2021: Letzter Gipfel
- 2022: Sachertorte
- 2022: Der Fuchs
- 2022: Vienna Blood – Der Schattengott
- 2022: Der Taunuskrimi: Muttertag (Filmreihe)
- 2022: Alma und Oskar
- 2022: Tatort: Unten im Tal
- 2023: De Facto
- 2023: Davos 1917 (Fernsehserie)
- 2024: The New Look (Fernsehserie)
- 2024: Tatort: Murot und das 1000-jährige Reich
- 2024: Hunyadi – Aufstieg zur Macht (Rise of the Raven, Fernsehserie)
- 2025: Wie man normal ist und die Merkwürdigkeiten der anderen Welt (How to Be Normal and the Oddness of the Other World)
- 2025: Die Affäre Cum-Ex (Fernsehserie)

## Hörspiele
- 1996: Ákos Németh: Julia und ihr Leutnant – Regie Peter Groeger (DLR Berlin)
- 1998: Hans Zimmer: Blini oder das Geheimnis im Schrank – Regie: Klaus-Michael Klingsporn (Kinderhörspiel – DLR Berlin)
- 1998: Michael Koser: Cocktail für zwei – Regie: Rainer Clute
- 1999: Joseph Roth: Hiob (Menuchim/Alexej Kossak) – Regie: Robert Matejka (Hörspiel – MDR)
- 1999: Isaak Babel: Die Reiterarmee (Ljutow, jung) – Regie: Joachim Staritz (Hörspiel (3 Teile) – MDR/DLR)
- 2001: Irina Wittmer: Leonies Schirm – Regie: Ursula Weck (Hörspiel – DLR Berlin)
- 2011: Franz Kafka: Der Verschollene (Erzähler 1) – Regie: Beate Andres (Hörspiel – SWR)
- 2012: Philipp Blom: Glenns Listen  (Glenn Gould) – Regie: Peter Kaizar (Hörspiel – ORF)
- 2014: Werner Fritsch: Aller Seelen – Regie: Werner Fritsch (Hörspiel – ORF/HR)

## Hörbücher
- Fabian Eder – Aufstand, Mono Verlag, Wien, 2013, ISBN 978-3-902727-47-3
- Friedrich Torberg – Mein ist die Rache, Mono Verlag, Wien, 2014, ISBN 978-3-902727-45-9
- Alex Beer: Der zweite Reiter, München: Random House Audio 2017 (gekürzte Lesung), ISBN 978-3-8371-3804-7
- Alex Beer: Die rote Frau, München: Random House Audio 2018 (gekürzte Lesung), ISBN 978-3-8371-4130-6
- Alex Beer: Der dunkle Bote, München: Random House Audio 2019 (gekürzte Lesung), ISBN 978-3-8371-4541-0
- Alex Beer: Das schwarze Band, München: Random House Audio 2020 (gekürzte Lesung), ISBN 978-3-8371-5035-3
- Alex Beer: Der letzte Tod, München: Random House Audio 2021 (gekürzte Lesung), ISBN 978-3-8371-5759-8
- Raphaela Edelbauer – Die Inkommensurablen,  (Ungekürztes Hörbuch) 10 Std. und 55 Min. Random House Audio 2022, ISBN 978-3-8371-6445-9